# Drucat
Drucat är en kommun i departementet Somme i regionen Hauts-de-France i norra Frankrike. Kommunen ligger i kantonen Abbeville-Nord som tillhör arrondissementet Abbeville. År 2022 hade Drucat 902 invånare.

## Befolkningsutveckling
Antalet invånare i kommunen Drucat
| Referens: INSEE |